# Соціолінгвістичний портрет
Соціолінгвістичний портрет — це детальна характеристика соціуму, тобто груп населення, які мешкають на досліджуваній території за віковими, гендерними, освітніми, професійними, статусними показниками з урахуванням мовних пріоритетів у різних комунікативних ситуаціях.

## Соціолінгвістичний портрет населеного пункту
Формування соціолінгвістичного портрета певної адміністративно окресленої території передбачає ґрунтовне ознайомлення зі складом та структурою  її мовного побуту, аналіз лінгвістичного середовища та виявлення в ньому різних типів мовлення — різновидів писемної та усної мови жителів.
При цьому необхідно враховувати «усі соціальні процеси, що відбуваються в суспільстві і впливають на функціонування мови; особливості соціальної структури суспільства; співвідношення між статусними і нестатусними групами; чинники, від яких залежить мовна поведінка людини, та ті, що породжують мовну дію; комунікативна  ситуація (місце, де відбувається спілкування); соціальні статуси учасників комунікації; комунікативні цілі та очікування; соціальні характеристики мовця; культурне середовище та  професійна приналежність людини, її характер і рівень освіти. Береться до уваги й стать, зокрема мовна поведінка чоловіків виступає як інноваційне повідомлення. Жінки більшою мірою схильні до впливу традицій та дотримання літературної норми (їх поведінка консервативна). Важливу роль відіграє й етнічна приналежність людини, територія проживання».
Термін «соціолінгвістичний портрет» закріплює за собою особливу стратегію лінгвістичних досліджень — стратегію портретування.  «Соціолінгвістичний портрет завжди має характер певного хронологічного зрізу і розкривається у трьох найбільш детермінованих параметрах — часовому, просторовому і подієво-особистісному». Перший передає мовну характеристику мовця, групи мовців, території у певному часовому зрізі, тобто на рівні синхронії. Другий пояснює чітко окреслену територію з наявністю однієї аналізованої мови чи декількох мов з урахуванням усіх діалектних утворень. Третій параметр характеризує особистість щодо мовного вияву в її життєвих подіях. Соціолінгвістичний портрет населеного пункту ілюструє синхронний зріз мовної ситуації у країні.
Майже в кожному територіально-адміністративному угрупуванні фіксуються інтерферентні явища  білінгвізму, диглосії та змішування мов, які входять до головних ознак соціолінгвістичного опису населеного пункту.
Білінгвізм (або двомовність) — практика індивідуального або колективного використання двох мов у  рамках однієї держави або соціальної спільноти у відповідних комунікативних сферах. В Україні найбільшого поширення набула українсько-російська двомовність. Людей, які володіють двома мовами, називають білінгвами, більше двох — полілінгвами, більш шести — поліглотами. Оскільки мова є функцією соціальних угруповань, то білінгви належать одночасно до двох різних соціальних груп.
Диглосія — мовна ситуація, за якої в одному суспільстві існує дві мови або дві форми однієї мови, що виконують відмінні функції. Це явище характеризується незбалансованою двомовністю, коли одна з мов або варіантів мови виступає в якості головної, а інша — додаткової. Можливі ситуації, коли друга мова є рідною розмовною мовою для всього населення території або його частини, а головна — релятивною  по відношенню до рідної мови або неспоріднених етнічною мовою територій з різноманітним етнічним складом населення. Так, наприклад, ключовими у при складанні соціолінгвістичного портрету України лишаються проблеми українсько-російської двомовності з елементами диглосії та мішаних форм мовлення. Давно відомо, що відношення україномовної і російськомовної частин населення не відповідає відношенню українців і росіян на її території. О. Слободян наголошує, що уваги заслуговує феномен мішаного українсько-російського мовлення, відомого під назвою суржик, що є наслідком радянської політики русифікації та у нерівномірному розподілі україномовних і російськомовних груп населення за рівнем освіти.

## Чинники для створення соціолінгвістичного портрета міста
- географічний аспект;
- історія заселення;
- національний склад;
- соціальний статус мешканців;
- співіснування різних колективних і вікових груп;
- корпоративні інтереси, сфера контактів крупного, середнього, дрібного бізнесу;
- співвідношення центру і периферії, мовленнєві пріоритети мешканців;
- мова освіти в місті;
- освітній рівень: наявність училищ, технікумів, вишів, їхніх філій;
- відстань від великих міст;
- інформаційне мовне тло: газети, журнали, радіо, телебачення;
- розвиток населеного пункту;
- наявність/відсутність поповнення складу населення сезонними робітниками;
- наявність/відсутність білінгвізму

## Завдання соціолінгвістичного портретування
Основним завданням соціолінгвістичного портретування населеного пункту є встановлення в інтерпретації корелятивних зв'язків: мова — вік, мова — стать, мова — соціальна група, мова — професія, мова — територія та ін.
Важливо дослідити показники сучасних міграційних процесів, напрямки соціальної політики та форми їхньої економічної реалізації. Тому в дослідженнях враховують мовні показники громадського простору, офіційні та неофіційні імена людей, які в ньому проживають, та особливості їхньої комунікації.